# Władysław Bartoszewski
Władysław Bartoszewski [vwaˈdɨswaf bartɔˈʃɛfskʲi] (19. února 1922, Varšava – 24. dubna 2015, Varšava) byl polský diplomat, novinář a historik. Dvakrát působil jako polský ministr zahraničních věcí.

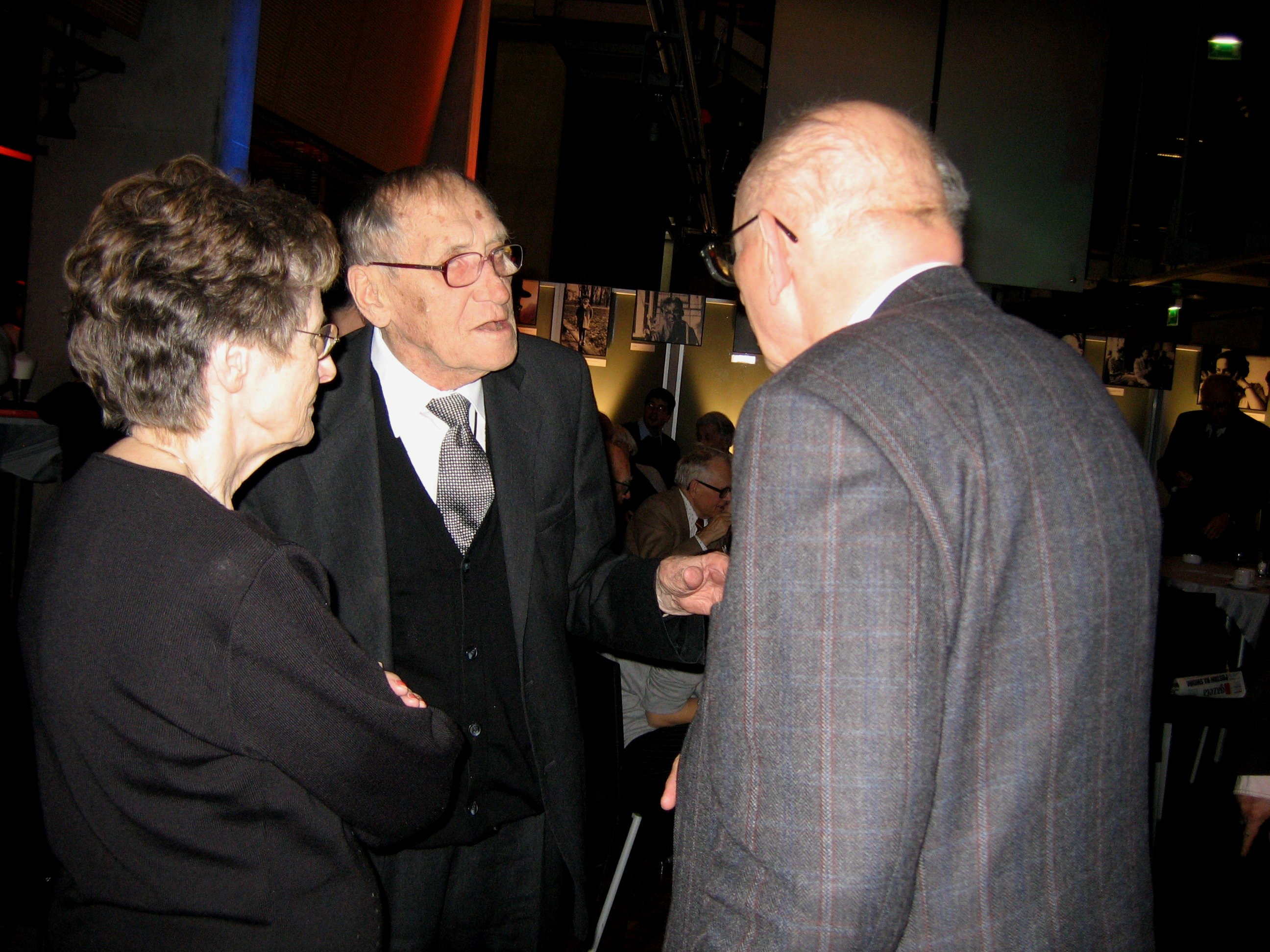
Leszek Kołakowski (1927-2009) v debatě se Zofií Bartoszewskou a jejím mužem Władysławem.

## Biografie
Během druhé světové války byl vězněn ve vyhlazovacím táboře Auschwitz II – Birkenau (Osvětim-Březinka), po propuštění díky intervenci Červeného kříže bojoval v Zemské armádě a Varšavském povstání. Působil v Żegotě, obdržel vyznamenání Spravedlivý mezi národy. V období stalinismu byl vězněn za údajnou špionáž. Angažoval se v opozičních iniciativách – spolupracoval s Rádiem Svobodná Evropa, opozičním časopisem Tygodnik Powszechny, přednášel v podzemních univerzitách a byl členem Solidarity.
V období 1990 až 1995 byl polským vyslancem v Rakousku. Dvakrát byl také ministrem zahraničních věcí Polska (1995 a 2000–2001). Byl senátorem za volební kraj Varšava. Je autorem četných knih a článků o polském podzemním státě, Varšavském povstání a zločinech nacismu a komunismu. Angažoval se v polsko–německém a polsko–židovském smíření.
Bylo mu propůjčeno nejvyšší polské vyznamenání – Řád bílé orlice. V dubnu 2015 zemřel, pochován je na, 'Cmentarzu Wojskowym na Powązkach', v rodné Varšavě.

## Vyznamenání

### Polská vyznamenání
- Kříž za chrabrost – 1944
- stříbrný Záslužný kříž s meči – 1944
- rytíř Řádu znovuzrozeného Polska – 1963
- velkodůstojník Řádu znovuzrozeného Polska – 1986
- rytíř Řádu bílé orlice[3] – 1995
- zlatá Medaile Gloria Artis za přínos kultuře

### Zahraniční vyznamenání
- velký záslužný kříž Záslužného řádu Spolkové republiky Německo – Německo, 1991
- Čestný kříž Za vědu a umění I. třídy – Rakousko, 1992[4]
- velká čestná dekorace na stuze Čestného odznaku Za zásluhy o Rakouskou republiku – Rakousko, 1995[5]
- velký záslužný kříž s hvězdou Záslužného řádu Spolkové republiky Německo – Německo, 1997
- Řád za zásluhy Bádenska-Württemberska – Bádensko-Württembersko, 10. května 1997
- komtur Řádu litevského velkoknížete Gediminase – Litva, 14. června 2000[6]
- velkodůstojník Záslužného řádu Maďarské republiky – Maďarsko, 2001[7]
- velkokříž Záslužného řádu Spolkové republiky Německo – Německo, 2001 – za práci na usmíření mezi Poláky, Němci a Židy
- Řád kříže země Panny Marie I. třídy – Estonsko, 4. února 2002[8]
- rytíř velkokříže Řádu svatého Řehoře Velikého – Vatikán, 2006[9]
- komandér Řádu čestné legie – Francie, 2009[10]
- Řád bílého dvojkříže II. třídy – Slovensko, 7. března 2012[11][12]
- Bavorský řád za zásluhy in memoriam – Bavorsko, 2015[13]

## Fotogalerie

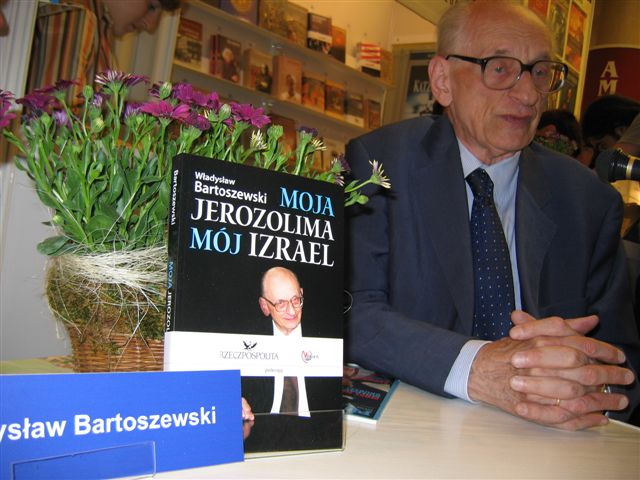
Wladyslaw Bartoszewski se svojí knihou 'Moja Jerozolima, mój Izrael' (2005)
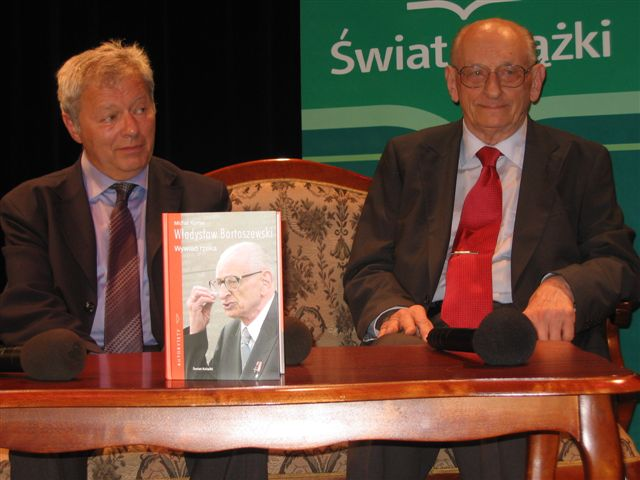
W. Bartoszewski s autorem knihy, M. Komarem, 'Władysław Bartoszewski : skąd pan jest? : wywiad rzeka.' (2006)
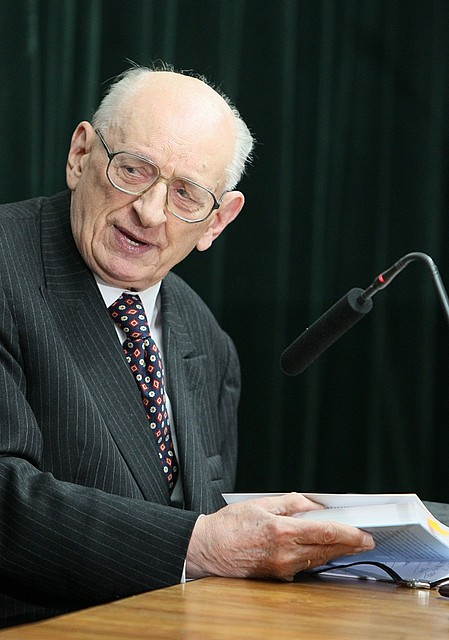
Władysław Bartoszewski (2010)
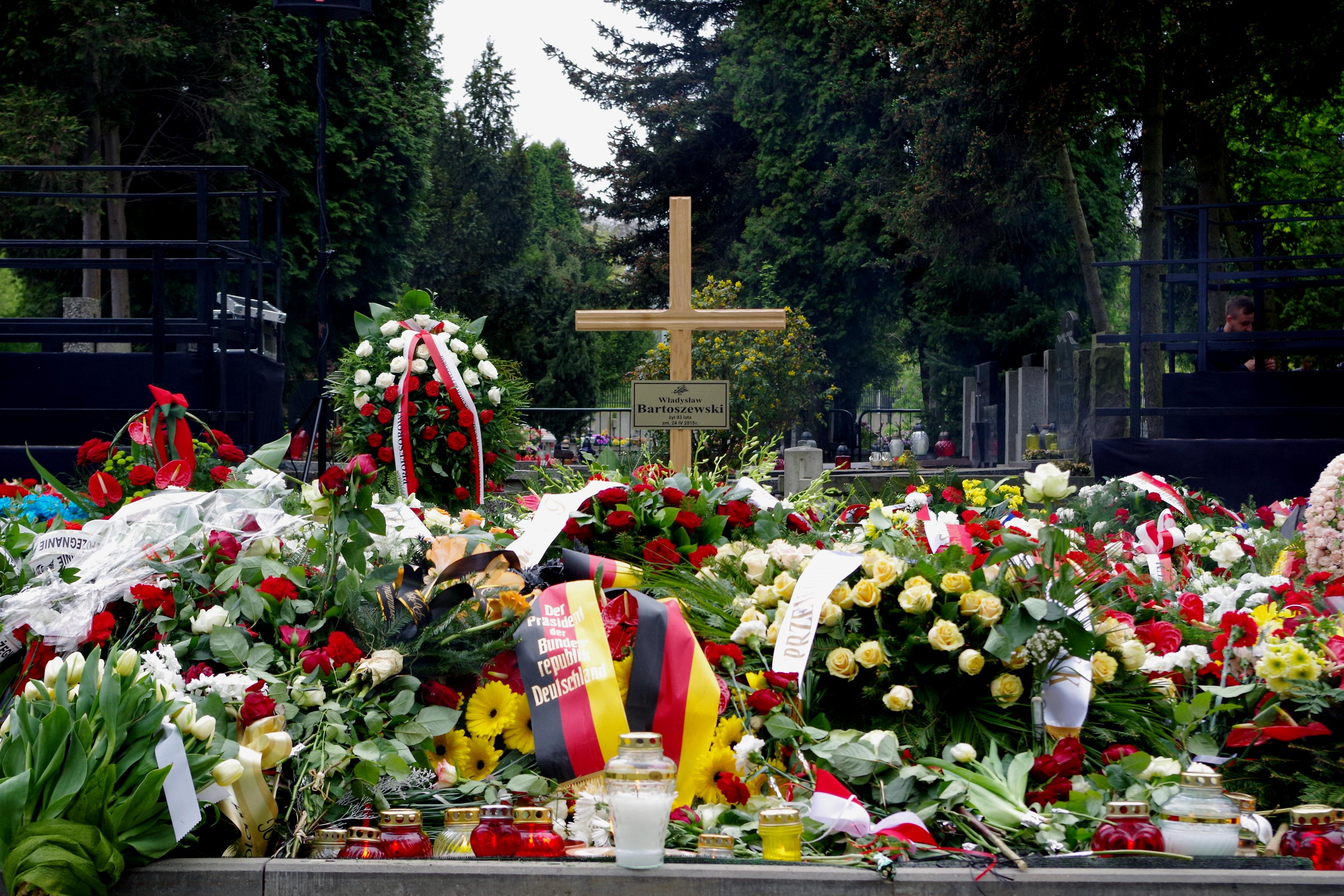
Jeho hrob ve Varšavě (2015)
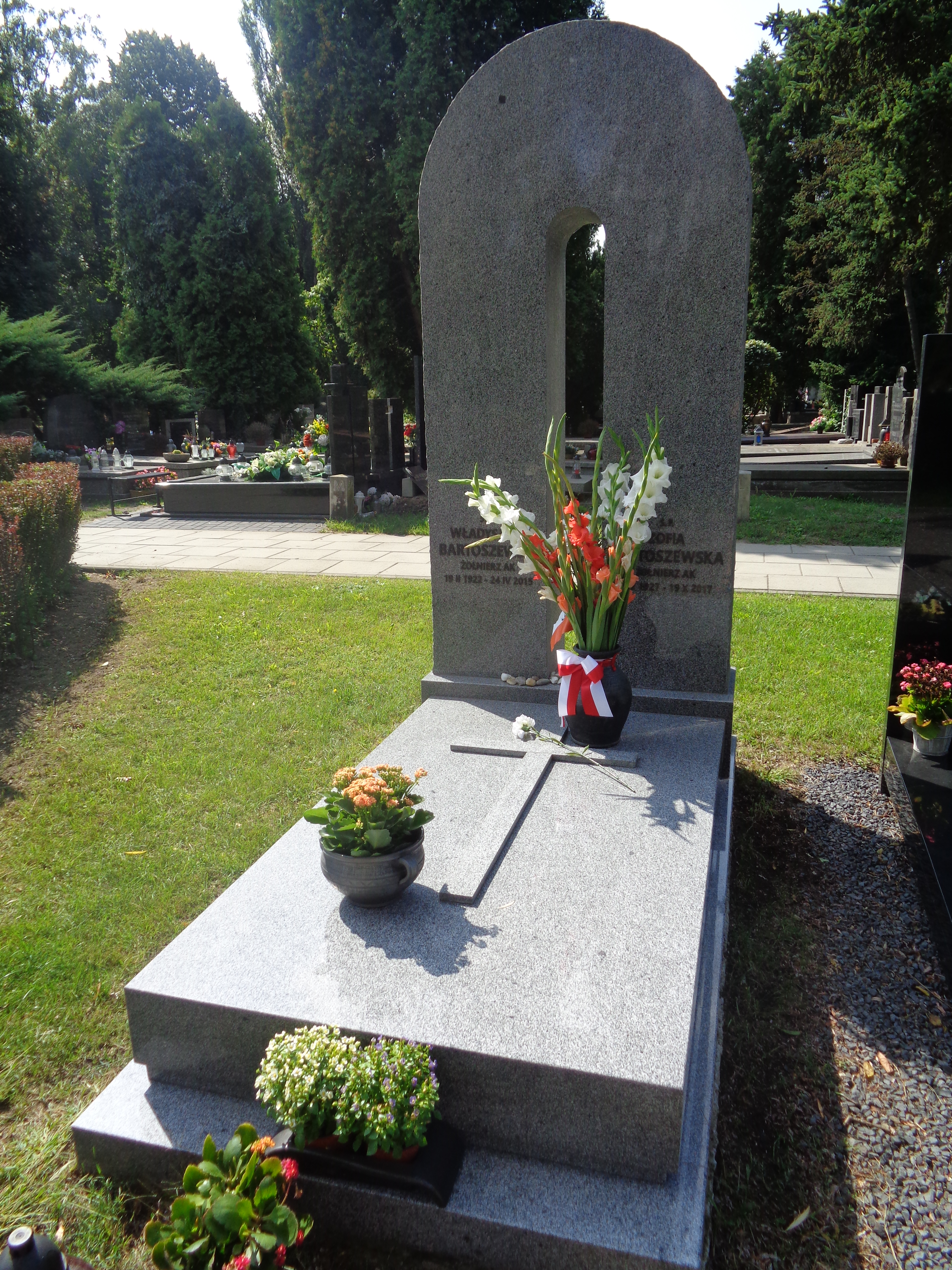
Hrob ve Varšavě (2018)